# Procédé planar

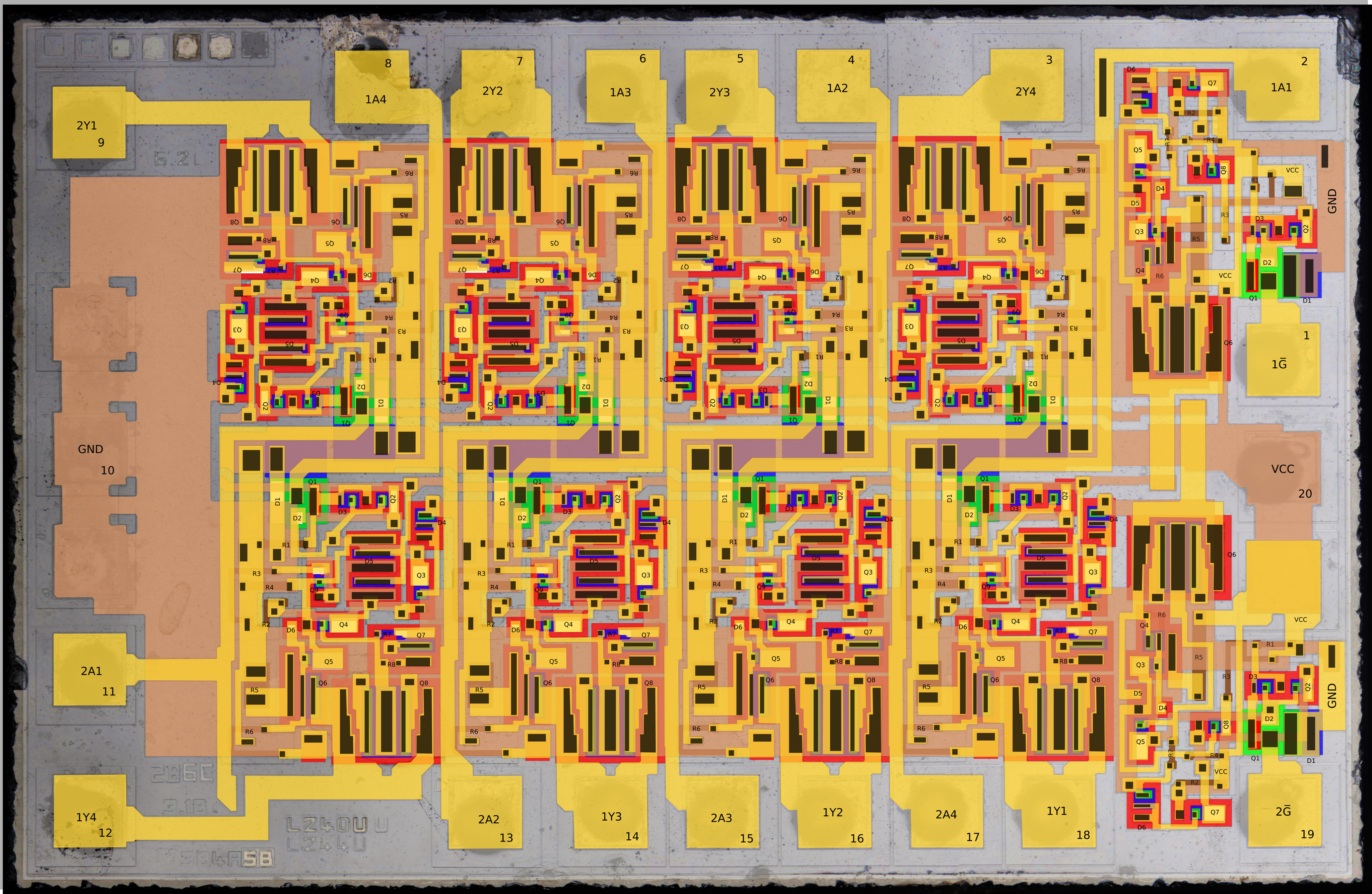
Photo de puce annotée d'une puce Fairchild

Le procédé planar est un procédé de fabrication utilisé dans l'industrie des semi-conducteurs pour fabriquer les parties élémentaires d'un transistor et connecter ensemble les transistors ainsi obtenus. C'est le procédé principal de fabrication des puces de circuits intégrés en silicium. Il utilise les méthodes de passivation de surface et d'oxydation thermique.
Le procédé planar a été développé chez Fairchild Semiconductor en 1959 par Jean Hoerni, qui a adopté les méthodes de passivation de surface et d'oxydation thermique initialement développées par Mohamed M. Atalla aux Laboratoires Bell en 1957. Puis en 1959, le procédé planar de Hoerni fut à son tour la base de l'invention par Robert Noyce de la première puce de circuit intégré monolithique de Fairchild.

## Principe
Le concept clé du procédé planar est de visualiser un circuit dans sa projection bidimensionnelle (un plan), permettant ainsi l'utilisation de concept de traitement photographique tel que les négatifs de films pour masquer la projection de produits chimiques exposés à la lumière. Cela permet d'utiliser une série d'expositions sur un substrat (silicium) pour créer de l'oxyde de silicium (isolants) ou des régions dopées (conducteurs). Avec l'utilisation de la métallisation et les concepts d'isolement par jonction p-n et de passivation de surface, il est possible de créer des circuits sur une seule tranche de cristal de silicium à partir d'un barreau de silicium monocristallin.
Le processus implique les procédés de base d'oxydation de dioxyde de silicium (SiO2), de gravure de SiO2 et de diffusion thermique. La dernière étape consiste à oxyder la totalité de la tranche avec une couche de SiO2, à graver des plots de contact sur les transistors et à déposer une couche métallique de couverture sur l'oxyde, connectant ainsi les transistors sans les câbler manuellement.

## Histoire

### Contexte
En 1955, Carl Frosch et Lincoln Derick des Laboratoires Bell (BTL) ont découvert par hasard que le dioxyde de silicium pouvait se développer sur le silicium. En 1958, ils ont proposé que les couches d'oxyde de silicium pourraient protéger les surfaces de silicium pendant les processus de diffusion et pourraient être utilisées pour le masquage par diffusion,.
La passivation de surface, procédé par lequel une surface semi-conductrice est rendue inerte, et ne modifie pas les propriétés des semi-conducteurs à la suite de l'interaction avec l'air ou d'autres matériaux en contact avec la surface ou le bord du cristal, a d'abord été développée par l’ingénieur égyptien Mohamed M. Atalla à BTL à la fin des années 1950,. Il a découvert que la formation d'une couche de dioxyde de silicium à croissance thermique (SiO2) réduit considérablement la concentration des états électroniques à la surface du silicium et a découvert la qualité importante des films de SiO2 pour préserver les caractéristiques électriques des jonctions p-n et empêcher ces caractéristiques électriques de se détériorer par l'environnement ambiant gazeux. Il a découvert que les couches d'oxyde de silicium pouvaient être utilisées pour stabiliser électriquement les surfaces de silicium. Il a développé le procédé de passivation de surface, une nouvelle méthode de fabrication des dispositifs à semi-conducteurs qui implique le revêtement d'une tranche de silicium par une couche isolante d'oxyde de silicium afin que le courant puisse pénétrer de manière fiable vers le silicium conducteur placé en dessous. En faisant croître une couche de dioxyde de silicium au-dessus d'une tranche de silicium, Atalla a pu surmonter les états de surface qui empêchaient le courant d'atteindre la couche semi-conductrice.
Atalla a publié ses découvertes pour la première fois en 1957,. Selon Chih-Tang Sah, ingénieur chez Fairchild Semiconductor, le procédé de passivation de surface développé par Atalla et son équipe était « l'avancée technologique la plus importante et la plus significative, qui a ouvert la voie au circuit intégré en silicium »,,.

### Développement
Lors d'une réunion de la Electrochemical Society en 1958, Mohamed M. Atalla a présenté un article sur la passivation de surface des jonctions PN par oxydation thermique, basé sur ses notes de service BTL de 1957 et a démontré l'effet passivant du dioxyde de silicium sur une surface de silicium. Il s'agissait de la première démonstration montrant que des films isolants de dioxyde de silicium de haute qualité pouvaient être développés thermiquement sur la surface du silicium pour protéger les jonctions p-n des diodes et des transistors sous-jacents.
L'ingénieur suisse Jean Hoerni a assisté à la même réunion de 1958 et a été intrigué par la présentation d'Atalla. Hoerni est venu avec "l'idée planar" un matin en pensant au dispositif d'Atalla. Profitant de l'effet passivant du dioxyde de silicium sur la surface du silicium, Hoerni a proposé de réaliser des transistors protégés par une couche de dioxyde de silicium. Cela a conduit à la première mise en œuvre réussie du produit de la technique d'Atalla de passivation des transistors au silicium par l'oxyde thermique.
Le procédé planar a été développé par Jean Hoerni, l'un des " huit traîtres ", alors qu'il travaillait chez Fairchild Semiconductor, avec un premier brevet délivré en 1959,.
Avec l'utilisation de la métallisation (pour relier les circuits intégrés) et le concept d'isolement par jonction p-n (de Kurt Lehovec), les chercheurs de Fairchild ont pu créer des circuits sur une seule tranche de cristal de silicium (une plaquette) à partir d’un barreau de silicium monocristallin.
En 1959, Robert Noyce s'est appuyé sur le travail de Hoerni avec sa conception d'un circuit intégré (IC), en ajoutant une couche de métal au sommet de la structure de base de Hoerni pour connecter différents composants, tels que des transistors, des condensateurs ou des résistances, situés sur la même puce de silicium. Le procédé planar a fourni un moyen puissant de fabriquer un circuit intégré qui était supérieur aux conceptions antérieures du circuit intégré. L'invention de Noyce a été la première puce CI monolithique,.
Les premières versions du procédé planar utilisaient un processus de photolithographie utilisant une lumière en ultraviolet proche émise par une lampe à vapeur de mercure. À partir de 2011, les plus petites structures sont généralement réalisées avec une lithographie UV «profonde» de 193 nm. Certains chercheurs utilisent une lithographie ultraviolette extrême à énergie encore plus élevée.